# Saint-Point
Saint-Point település Franciaországban, Saône-et-Loire megyében. Lakosainak száma 362 fő (2022. január 1.). Saint-Point Bourgvilain, Pierreclos, Serrières, Tramayes és Navour-sur-Grosne községekkel határos.

## Népesség
A település népessége az elmúlt években az alábbi módon változott:
| Lakosok száma | 327  | 320  | 338  | 328  | 338  | 347  | 349  | 352  | 362  |
|               | 2013 | 2015 | 2016 | 2017 | 2018 | 2019 | 2020 | 2021 | 2022 |